# 흠숭지례
흠숭지례(欽崇之禮, 라틴어: Latrīa, 그리스어: λατρεία, latreia)는 로마 가톨릭교회와 동방 정교회 등의 기독교 교파에서 오직 삼위일체 하느님에게만 바치는 최고의 흠모와 숭배의 예(禮)를 가리키는 말이다. 지례(之禮)라는 말은 ‘예절’이라는 말로서 지켜야 할 예절을 의미한다.

## 가톨릭교회의 가르침
로마 가톨릭교회에서는 성체와 성체 조배 때에도 흠숭이라는 용어를 적용한다. 16세기 트리엔트 공의회에서는 성체성사 안에 그리스도가 참으로 실재적으로 그리고 실체적으로 존재하며, 미사 중에 빵과 포도주가 참으로 그리스도의 몸과 피로 바뀐다는 것을 가르쳤다. 축성된 뒤에도 빵과 포도주 자체가 남아 있지 않고 다만 빵과 포도주의 형상만 남아 있고, 빵과 포도주 자체는 그리스도의 몸과 피로 변한다고 하는 것이다.
교황 바오로 6세는 1965년 회칙 《신앙의 신비 (Mysterium Fidei)》에서 이와 같은 믿음을 다음과 같이 단언하였다.
성체성사에 바쳐져야 할 이 흠숭 예배는 미사 예식 동안에는 물론이고 미사가 끝난 후에도 교회에 의해 실천되어 왔습니다.— 교황 바오로 6세의 회칙 신앙의 신비 56항.

## 같이 보기
- 상경지례
- 공경지례